# Passage Sainte-Avoie
Passage Sainte-Avoie je ulice v Paříži. Nachází se ve 3. obvodu v historické čtvrti Marais. Jedná se o soukromý průchod, který není veřejnosti přístupný.

## Název
Název ulice, stejně jako celé čtvrti, je odvozen od již neexistujícího kláštera zasvěceného svaté Avoye, původem ze Sicílie.

## Poloha
Průchod vede od ulice Rue Rambuteau a končí na ulici Rue du Temple.

## Historie
Průchod probíhá na místě bývalých pařížských hradeb Filipa II. Augusta, které rozdělovaly současnou ulici Rue Rambuteau u křižovatky s Rue Pecquay. Pasáž byla otevřena v roce 1828 na místě paláců hôtel de Mesmes a hôtel Augrau Dalleray. Hôtel de Mesmes obýval král Jindřich II. V tomto paláci zemřel dne 12. listopadu 1567 konetábl Anne de Montmorency, zraněný v bitvě u Saint-Denis.